# Bašmakovo
Bašmakovo (in russo Башмаково?) è un insediamento di tipo urbano della Russia europea centrale, situato nell'oblast' di Penza; è il centro amministrativo del distretto Bašmakovskij.
Si trova 169 km a ovest di Penza.